# هيرمان وول
هيرمان وول (بالإنجليزية: Herman Wohl)‏ هو ملحن أمريكي، ولد في 1877، وتوفي في 1936.